# Clarence Birdseye
Clarence Birdseye (* 9. Dezember 1886 in Brooklyn, New York; † 7. Oktober 1956 in Manhattan, New York) war ein amerikanischer Biologe und gilt als Erfinder der Tiefkühlkost.

## Wirken
Birdseye stellte Ende der 1920er Jahre den ersten Plattenfroster für die industrielle Tiefkühlung vor, bei dem das Gefriergut zwischen von Kältemittel durchflossenen Metallplatten gelegt wird, die sich hydraulisch bis zum engen Kontakt mit der Ware heben. Birdseye schaute sich diese Konservierungsmethode bei den Eskimos ab, die ihre Fische in der −40 °C kalten Luft zum Gefrieren aufhängen.
Mit einer Investition von 7 Dollar baute er 1923 eine erste Anlage zum Tiefgefrieren. 1929 kauften ihm The Goldman-Sachs Trading Corporation und The Postum Company (später General Foods Corporation) das Patent und die Markenrechte für 22 Mio. Dollar ab. Am 6. März 1930 wurde in den USA das erste tiefgekühlte Gemüse unter dem Namen "Birds Eye Frosted Foods" auf dem Markt angeboten.
Birdseye starb am 7. Oktober 1956 an einem Herzinfarkt.

## Verfahren
Herkömmliche Gefrierverfahren der damaligen Zeit wurden bei höheren Temperaturen (also nur wenig unter 0 °C) durchgeführt, sodass das Einfrieren viel langsamer erfolgte, wodurch Eiskristalle mehr Zeit zum Wachsen hatten. Heute ist bekannt, dass durch schnelles Einfrieren kleinere Eiskristalle entstehen, die die Gewebestruktur weniger schädigen. Aus diesem Grund haben heutige Gefrierschränke zum Heimgebrauch einen Superfrost-Modus, der durch eine spezielle Taste am Gerät längere Zeit eingeschaltet werden sollte, bevor man etwas einfriert.
Wenn langsam eingefrorene Tiefkühlkost auftaut, tritt Zellflüssigkeit aus dem durch Eiskristalle geschädigten Gewebe aus, wodurch die betroffenen Lebensmittel bei der Zubereitung eine matschige oder trockene Konsistenz erhalten. Birdseye hat dieses Problem gelöst.